# Krećem ponovo
Krećem ponovo je jedanaesti samostalni album hrvatskog glazbenika Jasmina Stavrosa koji je izašao 2004. u izdanju diskografske kuće Hit Recordsa. Album je pop žanra. 

## Popis pjesama
1. Krećem ponovo (Hrvoje Grčević – Hrvoje Grčević – Hrvoje Grčević)
2. Pozdravimo se (Rajko Dujmić – Nenad Ninčević – Hrvoje Grčević)
3. Bez tebe (Hrvoje Grčević – Jadranka Krištof – Hrvoje Grčević)
4. Glava ili pismo (Ante Pecotić – Ante Pecotić – Ante Pecotić)
5. Marija (Slobodan A. Kovačević / Vinko Didović – Slobodan A. Kovačević / Vinko Didović – Vinko Didović / Milo Stavros)
6. Bepo smokvica (Janko Mlinarić – Ante Pecotić – Fedor Boić / Hrvoje Grčević)
7. Dani (Vinko Didović / Tomislav Kovačević – Vinko Didović / Tomislav Kovačević – Hrvoje Grčević / Vinko Didović)
8. Ne griješi tko ne voli (Jadranka Krištof – Jadranka Krištof – Hrvoje Grčević)
9. Rane stare (Fedor Boić – Fedor Boić – Fedor Boić)
10. Za dišpet (Hrvoje Grčević – Jadranka Krištof – Hrvoje Grčević)

## Vanjske poveznice
- Diskografija
- Diskografija
- CroArt  Arhivirana inačica izvorne stranice od 4. ožujka 2016. (Wayback Machine)